# Centrum voor Detentie en Correctie Curaçao
Het Sentro di Detenshon i Korekshon Korsou (afgekort SDKK, in het Nederlands: Centrum voor Detentie en Correctie Curaçao), tot 10 oktober 2010 bekend als Bon Futuro-gevangenis en ook wel bekend als de Koraal Specht-gevangenis, is de enige gevangenis en Huis van bewaring op Curaçao. De gevangenis is gelegen in Koraal Specht, een wijk in het zuidoosten van Willemstad. SDKK heeft capaciteit voor 586 gedetineerden en het personeel bestaat uit 304 personen.

## Geschiedenis
In de 19e eeuw werden gevangenen op Curaçao vastgehouden in Fort Amsterdam, waar een Civiele gevangenis was gevestigd en de zogenoemde 'Halve Maan', waar militairen, slaven en zeelieden werden vastgehouden. In 1861 kwam het nieuwe raadhuis gereed en verhuisde de gevangenis naar het souterrain daarvan. Halverwege de 20e eeuw noopten maatschappelijke veranderingen er echter toe een nieuw gebouw op te richten waar gevangenen beter begeleid konden worden tijdens hun detentie.
In maart 1960 kwam daarvoor de nieuwe strafgevangenis en huis van bewaring gereed in de wijk Koraal Specht. Er konden 198 gevangenen worden ondergebracht in ruimere accommodaties met meer mogelijkheden voor arbeid, vorming, recreatie en geestelijke en sociale begeleiding. Ten tijde van de rellen van de Trinta di mei (1969) was het aantal gevangenen echter reeds gestegen tot 500. Pas in 1989 werd echter een nieuw vleugel aan de gevangenis gebouwd met 43 cellen en met een Forensische Observatie Afdeling met 18 cellen. Dit bleek echter onvoldoende en in 1994 werden er tijdelijke barakken gebouwd voor nog eens 95 gevangenen. In 1988 ondertekenden de Nederlandse Antillen echter het Europese Verdrag van Rome en een traktaat van het Europese Comité ter Voorkoming van Foltering (CPT) wat verplichtingen oplevert met betrekking tot de behandeling van gevangenen en daartoe werd hetzelfde jaar een 'Landsverordening Beginselen Gevangeniswezen Nederlandse Antillen' opgesteld. De gevangenis had een slechte naam en stond bekend als "de hel van het koninkrijk". Berichten over mishandeling van gevangenen, schietpartijen, drugsdeals, verkrachtingen, en zeer slechte hygiëne met een Antilliaanse overheid die keer op keer aangaf geen geld te hebben voor het opknappen van de gevangenis noopten de Nederlandse regering er in 2001 toe om 50 miljoen euro te investeren in de bouw van een nieuw cellencomplex, hetgeen werd uitgevoerd door het Amerikaanse bedrijf Wackenhut. In het kader daarvoor werd ook een formele naam gegeven aan de gevangenis; Bon Futuro ("goede toekomst"). Het mocht echter weinig baten evenmin als meerdere verbeteringsplannen de jaren erop.
In 2009 werd een nieuw Nederlands programma opgestart om de gevangenis veiliger en hygiënischer te maken waarbij ook Nederlands personeel werd ingezet. In juli 2010 kondigde de Antilliaanse regering daarom de noodtoestand af in de gevangenis tot het einde van het jaar om meer mogelijkheden te krijgen de gevangenis weer op orde te krijgen, zoals het uitbreiden van controles bij binnenkomst en het terugschroeven van de tijd die de gevangenen mogen bellen.
Na Staatkundige hervormingen binnen het Koninkrijk der Nederlanden waarbij Curaçao per 10 oktober 2010 een land werd binnen het Koninkrijk der Nederlanden veranderde per die datum de gevangenis ook van naam van Bon Futuro in Sentro di Detenshon i Korekshon Korsou.